# ロキレック
ロキレック （Locquirec、ブルトン語:Lokireg）は、フランス、ブルターニュ地域圏、フィニステール県のコミューン。

## 地理

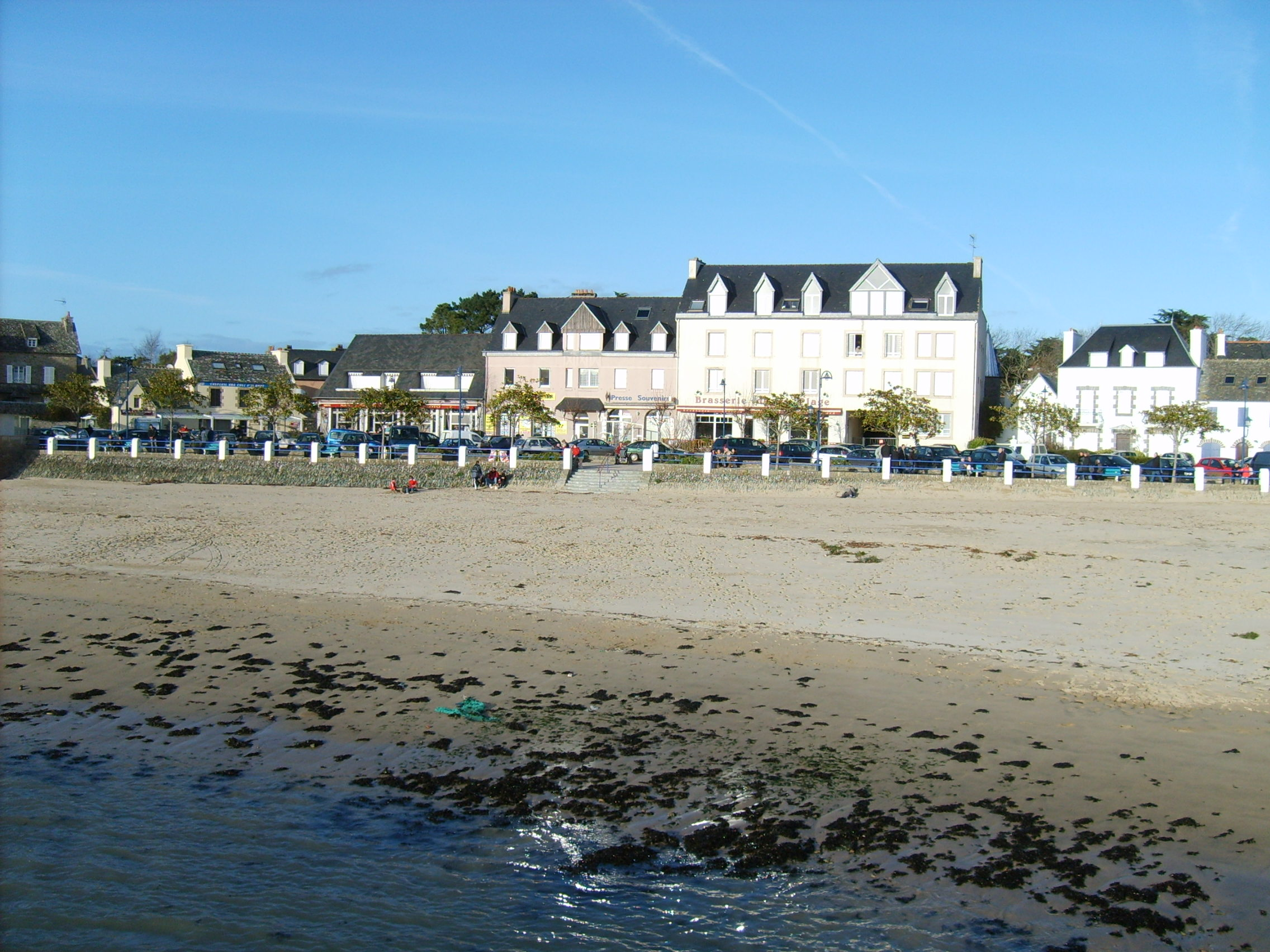
ロキレックの浜

ロキレックは、イギリス海峡に面した小さな海辺の町で、フィニステール県とコート＝ダルモール県の境に位置している。町はランニオン湾に伸びた半島に位置している。ロキレックの岬からは、コート・ド・グラニ・ローズ（ピンク色の花崗岩海岸）の西側全体、ミリオー島からプレスタン＝レ＝グラーヴ、トレブールダン、サン＝ミシェル＝アン＝グラーヴ、トレデュデルが眺められる。
町は教会とマリーナを中心に構成される。数箇所の砂浜がある。どんな風向きになっても砂浜に待避所を見つけることができる。
ロキレック湾はドゥロン川の河口となっており、フィニステール県とコート＝ダルモール県の県境となっている。

## 歴史
ブルトン聖人と崇められる聖ギレックは、最善にして最も高潔な宗教家70人のうちの1人だった。彼はウェールズにあった聖テュグデュアルの修道院内に庵を構えていた。彼はアルモリカの時代に海峡を渡った。伝説によれば、彼はプルマナックの浜に上陸したという。彼は一時トレギエの修道院で暮らした。彼は14人の同志とともに、ケルフントゥン（現在のランムール近く）に新たに修道院を創設した。彼はそこで6年間、長として運営に携わったあとに後進にその座を譲り、自らはプルダニエル教区の小さく暗い谷の中にこもった。谷は彼にちなみTraoun-Guevroc、すなわちGuevrocの谷と呼ばれた。彼はそこに小さな礼拝堂を建て、禁欲と孤独の2年間を過ごした。ギレックは司教座の長たる聖ポル・オレリアンの訪問を受け、強い決意を持ってオクシスモル（現在のサン＝ポル＝ド＝レオン）の町へ向かった。
中世のロキレックはランムールの小教区で、トレギエ司教区の飛び地であった。ランムールの司祭区はドル司教座のもとにあり、聖ジャックを守護聖人としていた。

## 人口統計
| 1962年 | 1968年 | 1975年 | 1982年 | 1990年 | 1999年 | 2006年 | 2011年 |
| ------ | ------ | ------ | ------ | ------ | ------ | ------ | ------ |
| 972    | 965    | 1035   | 1059   | 1226   | 1293   | 1405   | 1436   |

参照元:1999年までEHESS、2004年以降INSEE

## ギャラリー

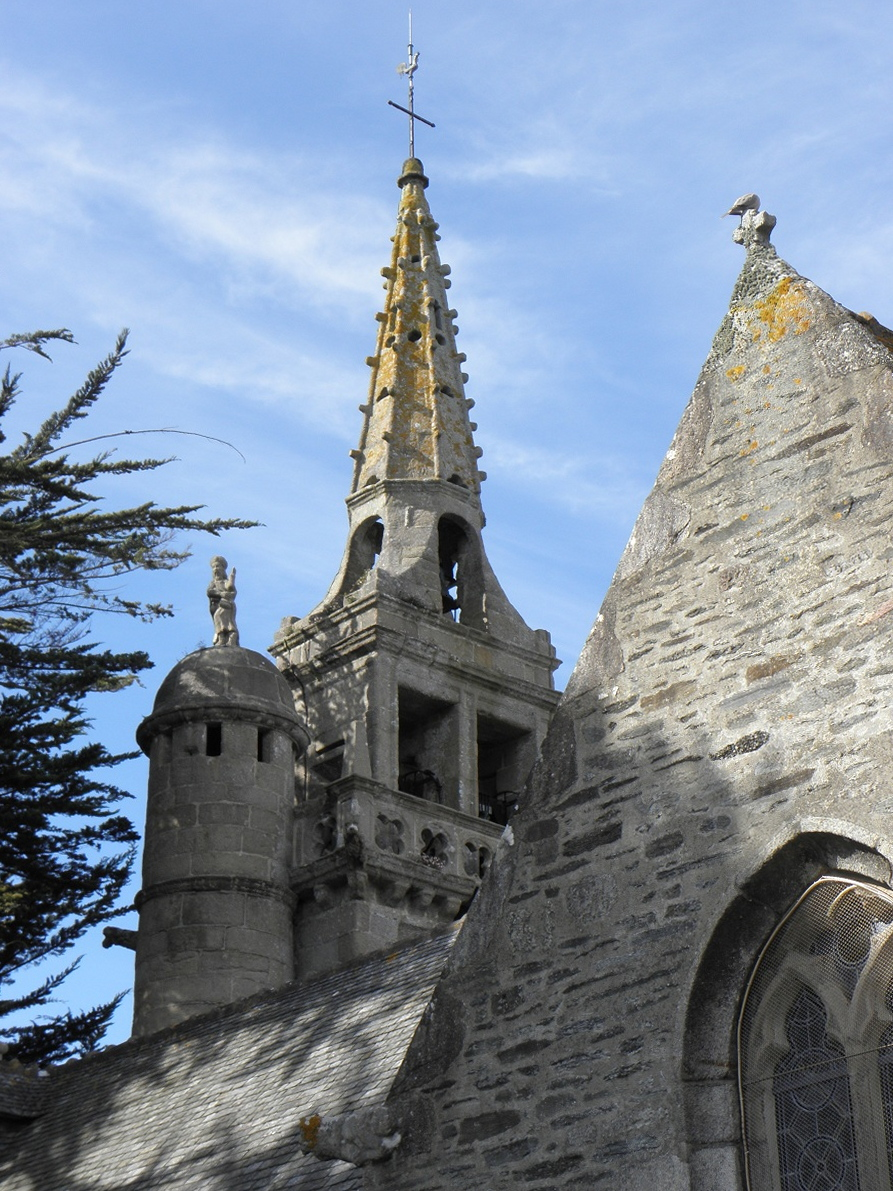
サン・ジャック教会
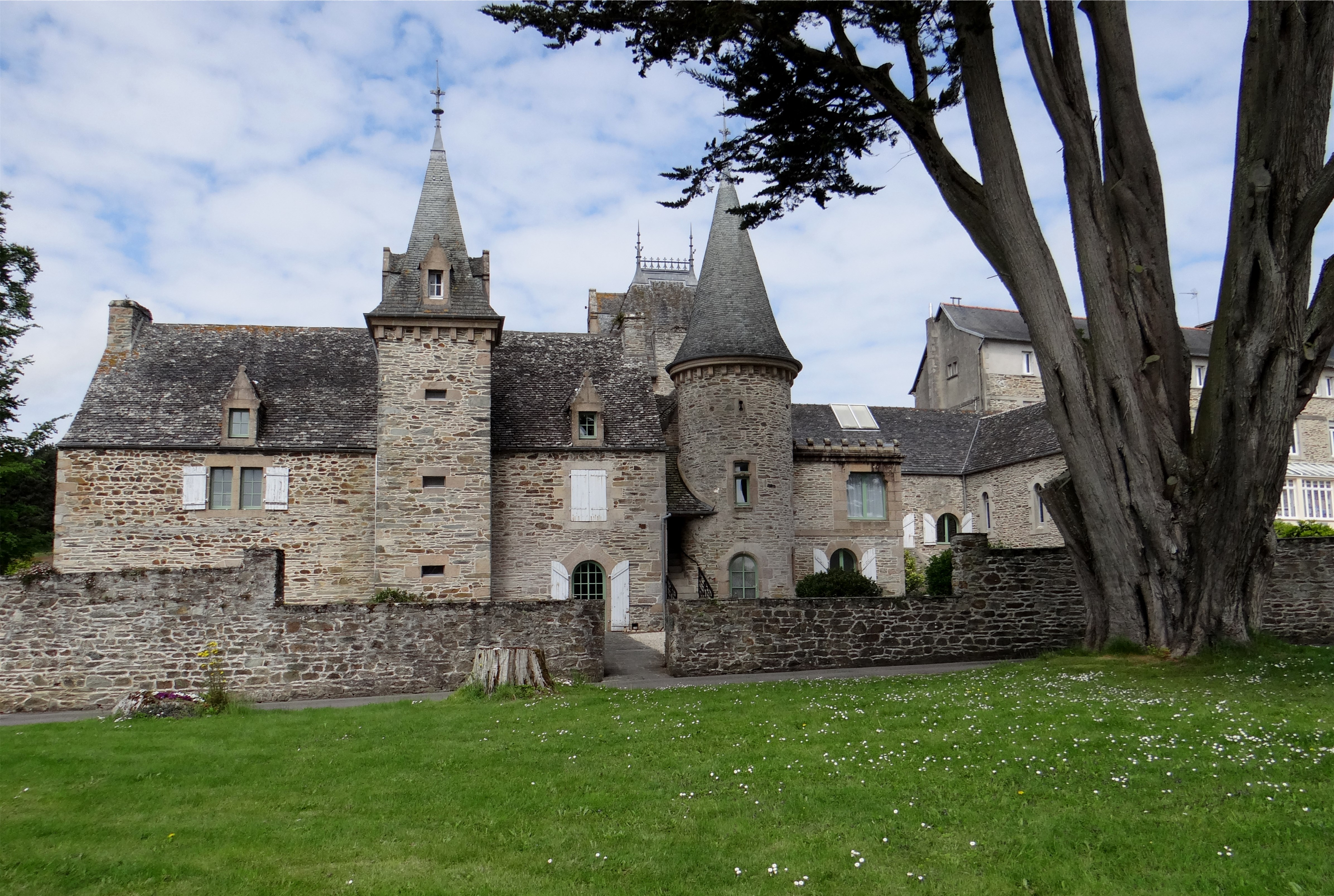
イル・ブランシュのマノワール

## ゆかりの人物
- ミシェル・モール（fr） - 2011年に没するまでアカデミー・フランセーズ座席番号33だった小説家。ロキレックに別荘を持ち、たびたび滞在していた。
- ジャン・クリストフ・カサール - 歴史家。ロキレックに在住し、当地で死没。
- ジャン・ピエール・リウ（fr） - シンガーソングライター。ロキレック在住

## 姉妹都市
- ドラムシャンボ、アイルランド
- アビニョ、スペイン